# Progrès Niedercorn
Football Club Progrès Niederkorn – luksemburski klub piłkarski z siedzibą w mieście Niederkorn.

## Osiągnięcia
- Mistrzostwa Luksemburga:
  - Mistrzostwo (3x): 1952/1953, 1977/1978, 1980/1981
  - Wicemistrzostwo (6x): 1931/1932, 1936/1937, 1976/1977, 1978/1979, 1981/1982, 2019/2020
- Puchar Luksemburga:
  - Zdobywca (5x): 1932/1933, 1944/1945, 1976/1977, 1977/1978, 2023/2024
  - Finalista (3x): 1945/1946, 1955/56, 1979/1980

## Historia
Progrès Niederkorn założony został 14 sierpnia 1919 roku. Podczas drugiej wojny światowej w latach 1940–1944 klub nosił nazwę FK Niederkorn. W sezonie 2005/2006 Progrès zajął drugie miejsce w Éierepromotioun (drugi poziom ligowy), a ponieważ Nationaldivisioun powiększono z 12 do 14 zespołów, awansował wraz z klubem FC Differdange 03.

## Obecny skład
Stan na 2 lipca 2015.
| Nr | Poz. | Piłkarz               |
| -- | ---- | --------------------- |
| 1  | BR   | Fabiano Castellani    |
| 4  | OB   | Samuel Dog            |
| 5  | OB   | Ismaël Bouzid         |
| 6  | OB   | Kenzo Fabbro          |
| 7  | PO   | Valentin Poinsignon   |
| 8  | PO   | Dzenid Ramdedović     |
| 9  | NA   | Hakim Menaï           |
| 10 | PO   | Olivier Cassan        |
| 11 | OB   | Jonathan Rigo         |
| 9  | NA   | Garry De Jesus Balsas |
| 14 | PO   | Jeff Bertemes         |
| 15 | OB   | Paolo Ferrajota       |
| 17 | OB   | David Soares          |
| 18 | PO   | Jo Barnabo            |
| 19 | BR   | Giacomo Marinelli     |

| Nr | Poz. | Piłkarz             |
| -- | ---- | ------------------- |
| 20 | BR   | Joao Machado        |
| 21 | OB   | Tim Lehnen          |
| 22 | OB   | Alessandro Fiorani  |
| 23 | OB   | Adrien Ferino       |
| 24 | NA   | Danilo Marcelino    |
| 25 | NA   | Giuseppe Rossini    |
| 26 | BR   | Sébastien Flauss    |
| 27 | NA   | Cristophe Cunha     |
| 28 | PO   | Mickael Garos       |
| 29 | PO   | Olivier Thill       |
| 31 | PO   | Sébastien Thill     |
| 32 | PO   | Nelson Silva Cabral |
| 44 | NA   | Lévy Rougeaux       |
| 77 | PO   | Paul Bossi          |

## Europejskie puchary
Legenda do wszystkich tabel:
- Q – runda eliminacyjna, 1/16, 1/8, 1/4, 1/2 – odpowiednia faza rozgrywek, Grupa – runda grupowa, 1r gr – pierwsza runda grupowa, 2r gr – druga runda grupowa, F – finał, R – runda, PO – play-off
- k. – rzuty karne, los. – losowanie, Dogr. – dogrywka, w. – zasada bramek strzelonych na wyjeździe

| Sezon   | Rozgrywki                 | Runda | Klub                            | Dom     | Wyjazd  | Ogólnie    |
| ------- | ------------------------- | ----- | ------------------------------- | ------- | ------- | ---------- |
| 1977/78 | Puchar Zdobywców Pucharów | 1R    | Vejle BK                        | 0–1     | 0–9     | 0–10       |
| 1978/79 | Puchar Europy             | 1R    | Real Madryt                     | 0–7     | 0–5     | 0–12       |
| 1979/80 | Puchar UEFA               | 1R    | Grasshoppers                    | 0–2     | 0–4     | 0–6        |
| 1981/82 | Puchar Europy             | 1R    | Glentoran                       | 1–1     | 0–4     | 1–5        |
| 1982/83 | Puchar UEFA               | 1R    | Servette FC                     | 0–1     | 0–3     | 0–4        |
| 2015/16 | Liga Europy               | 1Q    | Shamrock Rovers                 | 0–0     | 0–3     | 0–3        |
| 2017/18 | Liga Europy               | 1Q    | Rangers                         | 2–0     | 0–1     | 2–1        |
| 2017/18 | Liga Europy               | 2Q    | AEL Limassol                    | 0–1     | 1–2     | 1–3        |
| 2018/19 | Liga Europy               | 1Q    | FK Qəbələ                       | 0–1     | 2–0     | 2–1        |
| 2018/19 | Liga Europy               | 2Q    | Budapest Honvéd                 | 2–0     | 0–1     | 2–1        |
| 2018/19 | Liga Europy               | 3Q    | Ufa                             | 2–2     | 1–2     | 3–4        |
| 2019/20 | Liga Europy               | PQ    | Cardiff Metropolitan University | 1–0     | 1–2     | 2–2, w.    |
| 2019/20 | Liga Europy               | 1Q    | Cork City                       | 1–2     | 2–0     | 3–2        |
| 2019/20 | Liga Europy               | 2Q    | Rangers                         | 0–0     | 0–2     | 0–2        |
| 2020/21 | Liga Europy               | 1Q    | Zeta                            | 3–0 (D) | 3–0 (D) | 3–0 (D)    |
| 2020/21 | Liga Europy               | 2Q    | Willem II Tilburg               | 0–5 (D) | 0–5 (D) | 0–5 (D)    |
| 2023/24 | Liga Konferencji Europy   | 1Q    | KF Gjilani                      | 2–2     | 2–0     | 4–2        |
| 2023/24 | Liga Konferencji Europy   | 2Q    | FC Midtjylland                  | 2–1     | 0–2     | 2–3, Dogr. |
| 2024/25 | Liga Konferencji          | 2Q    | Djurgårdens IF                  | 1–0     | 0–3     | 1–3        |